# Shabab Al-Ahli Dubai Football Club
Lo Shabab Al-Ahli Dubai Football Club (in arabo: نادي شباب الأهلي, "club calcistico giovanile nazionale di Dubai") noto semplicemente come Shabab Al-Ahli, è una società calcistica emiratina di Dubai, che milita attualmente nella Lega professionistica degli Emirati Arabi Uniti, la divisione di vertice del campionato emiratino di calcio.
Fondato nel 1970 dalla fusione di due sodalizi, il club vanta la vittoria di nove campionati emiratini, dieci Coppe del Presidente degli Emirati Arabi Uniti (record), cinque Coppe di Lega emiratine (record), cinque Supercoppe degli Emirati Arabi Uniti (record).

## Storia
Il club fu fondato nel 1970, quando due squadre di calcio locali, il Al-Wehdah e l' Al-Shabab (fondato nel 1958) si unirono a formare l'Al-Ahli Dubai Club. Appena quattro anni dopo l'istituzione della Lega professionistica degli Emirati Arabi Uniti, il neonato club riuscì a vincere il campionato degli Emirati Arabi Uniti per due volte consecutive, nel 1975 e nel 1976, impresa poi ripetuta nel 1980; l'Al-Ahli divenne così una delle squadre sportive più popolari del paese.

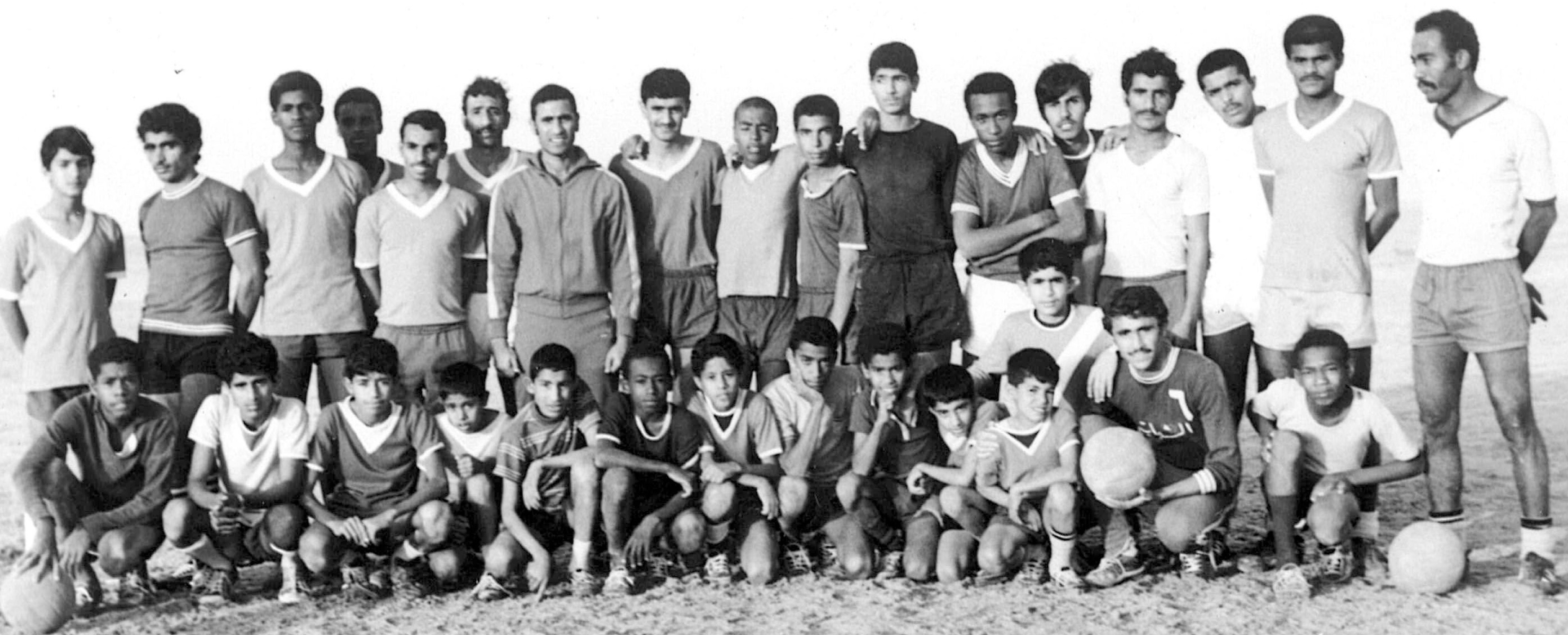
Una foto della squadra nei primi anni '70, al centro l'allenatore Mohammed Shehta

Nel ventennio successivo la squadra attraversò un periodo di declino, fino alla retrocessione del 1995-1996, quando fu sconfitta all'ultimo turno dall'Al-Shabab, che si laureò campione degli Emirati Arabi Uniti condannando alla caduta in seconda serie l'Al-Ahli, cui sarebbe bastato un solo punto per rimanere in massima divisione. Dieci anni dopo, nel 2005-2006, l'Al-Ahli tornò a vincere il titolo nazionale, ma tra il 1996 e il 2004 fu in grado di aggiudicarsi 3 Coppe del Presidente. Nella stagione 2007-2008 l'Al-Ahli vince la sua settima Coppa del Presidente, cui si aggiunsero tre altre ottenute tra il 2008 e il 2019. Vinto nuovamente il campionato el 2007-2008, guadagnò l'accesso alla Coppa del mondo per club 2009 in quanto squadra campione in carica del paese ospitante la manifestazione, come rappresentante della nazione ospitante: il cammino della squadra di Dubai si interruppe già al primo turno a causa della sconfitta per 2-0 contro i neozelandesi dell'Auckland City.
Dopo la delusione della Coppa del mondo per club, per l'Al-Ahli si aprì un periodo di successi in patria. Nella stagione 2011-2012 vinse per la prima volta la Coppa di Lega sconfiggendo in finale l'Al-Shabab, mentre nella stagione successiva ottenne il secondo posto in campionato dietro all'Al-Ain, piazzamento che permise al club di Dubai di tornare a giocare in AFC Champions League. Nella stagione 2012-2013 il club arricchì il proprio palmarès con la vittoria dell'ottava Coppa del Presidente, sconfiggendo ancora l'Al-Shabab.
La stagione 2013-2014 è quella del triplete domestico, con le vittorie della seconda supercoppa nazionale contro l'Al Ain, della seconda coppa di lega, a scapito dell'Al-Jazira, e del campionato conclusa con la vittoria del sesto titolo nazionale.
Nell'estate 2017 il Dubai Club e l'Al-Shabab si fusero con l'Al-Ahli, andando a creare lo Shabab Al-Ahli Dubai Football Club, prosecutore della tradizione sportiva dell'Al-Ahli. Dopo la controversa fusione con la squadra rivale di Dubai dell'Al-Shabab, lo Shabab Al-Ahli si aggiudicò la Coppa del Presidente e la Coppa di Lega nella stagione 2018-2019, per poi ripetere la doppietta di coppe nazionali nel 2021, conquistando nuovamente sia la Coppa del Presidente sia la Coppa di Lega. Nel gennaio 2021 lo Shabab Al-Ahli vinse anche la Supercoppa degli Emirati Arabi Uniti 2020, battendo lo Shariah dopo che la competizione era stata rinviata a causa della pandemia di COVID-19.
Nel luglio 2022 fu ingaggiato l'allenatore portoghese Leonardo Jardim, che condusse la squadra alla vittoria del campionato 2022-2023: fu l'ottavo titolo nazionale nella storia del club e il primo dalla fusione avvenuta nel 2017 con gli altri due club della città. Il 23 Dicembre 2023 arriva anche la vittoria della sesta Supercoppa degli Emirati Arabi Uniti dopo aver sconfitto con un sonoro 6-2 lo Sharjah.

## Stadio
Lo Shabab Al-Ahli ha sempre disputato le partite casalinghe allo stadio Al-Rashid di Dubai, impianto la cui costruzione risale al 1948, fatto che lo rende il più antico stadio della città. L'impianto poteva ospitare in origine 12 000 spettatori, ma dopo i lavori di ristrutturazione realizzati nel 2000 la capienza dell'impianto fu aumentata a 18 000 spettatori. Il club possiede anche lo stadio Maktum bin Rashid Al Maktum e lo stadio Al Aweer come secondo e terzo stadio, dopo la fusione del 2017 con l'Al-Shabab e il Dubai Club del 2017.

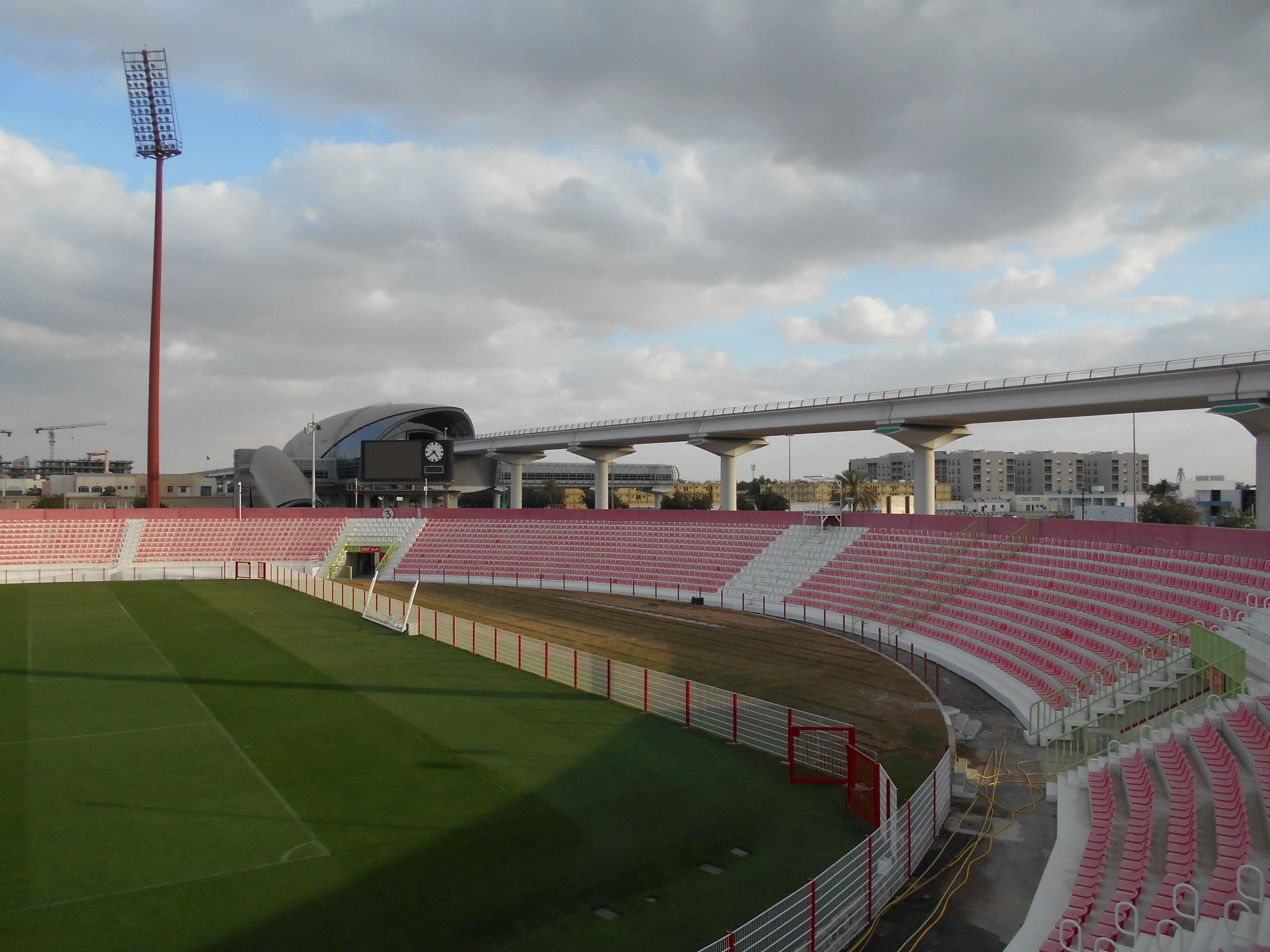
Una delle curve dello stadio Al-Rashid

## Colori e simboli
Il logo originario dell'Al-Ahli reca un falco nella parte superiore e le parole "Al Ahli Club", scritte in orizzontale. Dopo il rebranding nel 2006, il nuovo logo ha la forma di una testa di cavallo con le lettere AC ("Al Ahli Club") sulla parte superiore. Il nuovo logo rappresenta la forza e l'allegria che vanno di pari passo con il nuovo soprannome della squadra, cavalieri, che ha sostituito il vecchio soprannome di diavoli rossi.
Un nuovo logo è stato realizzato nel 2017 dopo la fusione con Al-Shabab e Dubai Club: la testa di cavallo è stata spostata in un cerchio nella parte superiore del logo, con al centro una fascia verde, che ricorda il colore dell'Al-Shabab, con la scritta "Shabab Al-Ahli Dubai Club". In ricordo dei colori del Dubai Club è stato inserito un bordo dorato allo stemma.

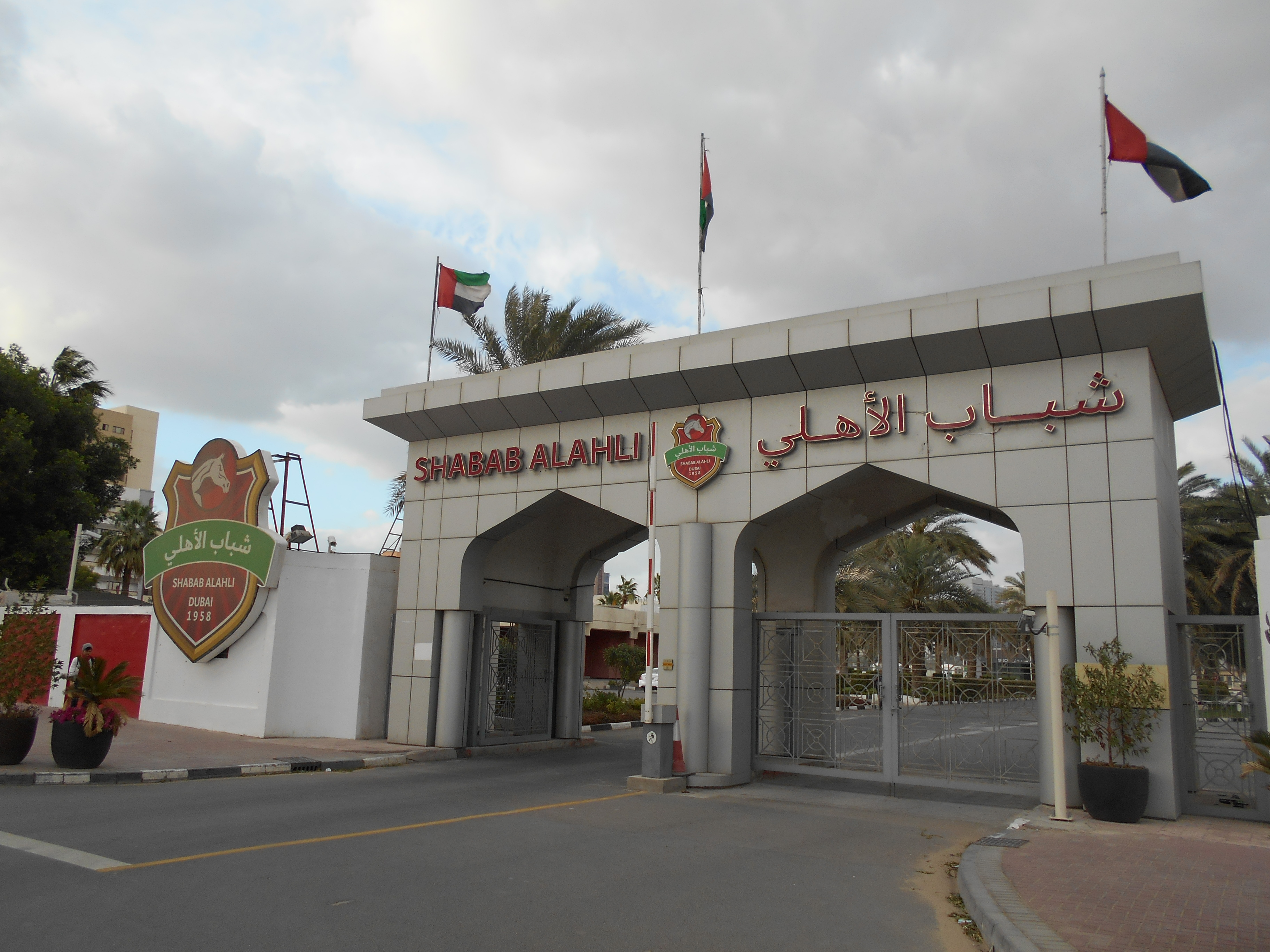
Il logo del club all'ingresso dello stadio Al-Rashid

## Relazioni con il campionato spagnolo
Nel 2016 l'Al-Ahli diventò il primo club straniero a firmare un accordo di partnership con la Primera División spagnola, il primo di questo genere sia per la rinnovata lega professionistica spagnola sia per la massima serie emiratina. La firma dell'accordo, apposta presso la sede della Federazione calcistica della Spagna, segnò l'inizio di un legame in cui l'esperienza della Liga venne messa a disposizione dello sviluppo del club di Dubai, con riferimento, in particolare, a un programma di formazione per giovani allenatori emiratini in Spagna. L'accordo prevede che squadre giovanili del club ricevano inviti a tornei di primo piano, offrendo l'opportunità di acquisire una preziosa esperienza giocando contro avversari di alto livello.

## Altre sezioni sportive
Il club è conosciuto anche come Al Ahli Castle per il suo coinvolgimento in altri sport professionistici. Il club gareggia nei campionati nazionali emiratini di basket, pallavolo, pallamano, e presenta anche sezioni di sport su pista, ping pong e ciclismo su pista. L'Al-Ahli è noto anche per il suo coinvolgimento in attività culturali e servizi alla comunità. Il club teatrale Al-Ahli fu fondato nel 1981 per promuovere le arti e gli spettacoli teatrali incentrati sulla tradizione e il patrimonio culturale degli Emirati Arabi Uniti.

## Organico

### Rosa 2024-2025
Rosa e numerazione aggiornate al 30 Settembre 2024.
| N. |                                | Ruolo | Calciatore            |
| -- | ------------------------------ | ----- | --------------------- |
| 1  | Emirati Arabi Uniti (bandiera) | P     | Jamal Al-Hosani       |
| 2  | Brasile (bandiera)             | D     | Iago Santos           |
| 3  | Marocco (bandiera)             | C     | Yassine Boualam       |
| 4  | Emirati Arabi Uniti (bandiera) | D     | Mohammed Marzooq      |
| 5  | Emirati Arabi Uniti (bandiera) | D     | Walid Abbas           |
| 7  | Emirati Arabi Uniti (bandiera) | C     | Hareb Abdullah        |
| 8  | Argentina (bandiera)           | C     | Gastón Álvarez Suárez |
| 9  | Israele (bandiera)             | A     | Moanes Dabour         |
| 10 | Emirati Arabi Uniti (bandiera) | C     | Federico Cartabia     |
| 11 | Emirati Arabi Uniti (bandiera) | C     | Yahya Al Ghassani     |
| 12 | Emirati Arabi Uniti (bandiera) | P     | Hassan Hamza          |
| 13 | Brasile (bandiera)             | D     | Renan                 |
| 15 | Emirati Arabi Uniti (bandiera) | C     | Abdullah Al-Naqbi     |
| 16 | Brasile (bandiera)             | D     | Rikelme               |
| 17 | Serbia (bandiera)              | D     | Bogdan Planić         |
| 18 | Emirati Arabi Uniti (bandiera) | A     | Mohammed Al-Mansoori  |
| 19 | Brasile (bandiera)             | A     | Mateusão              |
| 20 | Iran (bandiera)                | A     | Sardar Azmoun         |
| 21 | Emirati Arabi Uniti (bandiera) | A     | Sultan Adil           |

| N. |                                | Ruolo | Calciatore         |
| -- | ------------------------------ | ----- | ------------------ |
| 22 | Emirati Arabi Uniti (bandiera) | P     | Hamad Al-Meqbali   |
| 23 | Emirati Arabi Uniti (bandiera) | P     | Rakan Al-Menhali   |
| 24 | Emirati Arabi Uniti (bandiera) | C     | Sultan Ali         |
| 25 | Brasile (bandiera)             | D     | Igor Gomes         |
| 26 | Emirati Arabi Uniti (bandiera) | C     | Eid Khamis         |
| 28 | Ecuador (bandiera)             | C     | Sebastián González |
| 29 | Emirati Arabi Uniti (bandiera) | C     | Wilker Pinheiro    |
| 31 | Brasile (bandiera)             | C     | Kauan Santos       |
| 32 | Emirati Arabi Uniti (bandiera) | D     | Hamad Al-Qayodhi   |
| 37 | Emirati Arabi Uniti (bandiera) | D     | Ahmed Abdulla      |
| 40 | Serbia (bandiera)              | C     | Luka Milivojević   |
| 50 | Emirati Arabi Uniti (bandiera) | D     | Saeed Suleiman     |
| 55 | Emirati Arabi Uniti (bandiera) | P     | Majed Nasser       |
| 57 | Emirati Arabi Uniti (bandiera) | A     | Yuri César         |
| 61 | Emirati Arabi Uniti (bandiera) | D     | Bader Nasser       |
| 66 | Iran (bandiera)                | C     | Saeid Ezatolahi    |
| 77 | Emirati Arabi Uniti (bandiera) | A     | Guilherme Bala     |
| 80 | Brasile (bandiera)             | C     | Breno Cascardo     |
| 97 | Emirati Arabi Uniti (bandiera) | D     | Anas Radi          |

### Staff tecnico
| Ruolo                | Nome                                               |
| -------------------- | -------------------------------------------------- |
| Allenatore           | Paulo Sousa                                        |
| Assistenti           | Manuel Pereira Víctor Sánchez Lladò                |
| Allenatore portieri  | Leandro Yoshinaga Suzuki                           |
| Preparatore atletico | Manuel Rivero Lluis Sala Pere                      |
| Dottore squadra      | Kreismir Kos                                       |
| Fisioterapista       | Maharazad Kaneani Vasile Clofu Mohamed Salah Eldin |
| Massaggiatore        | Tomislav Cerovecki                                 |
| Interprete           | Kareem Mohammed Shalabi                            |
| Manager              | Khaled Alkaabi Ahmed Ali-Shah                      |

## Cronistoria recente

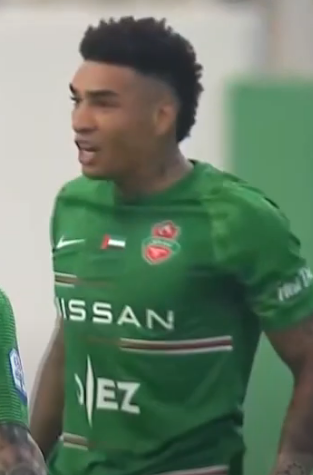
Igor Jesus, attaccante dello Shabab Al Ahli tra il 2020 e 2024

### Al-Ahli
| Stagione | Liv. | Squadre | Pos. | Coppa del Presidente | Coppa di Lega | Supercoppa |
| -------- | ---- | ------- | ---- | -------------------- | ------------- | ---------- |
| 2008-09  | 1    | 12      | 1°   | Ottavi di finale     | Semifinali    | Finalista  |
| 2009-10  | 1    | 12      | 8°   | Quarti di finale     | Primo turno   | -          |
| 2010-11  | 1    | 12      | 8°   | Quarti di finale     | Primo turno   | -          |
| 2011-12  | 1    | 12      | 5°   | Ottavi di finale     | Vincitore     | -          |
| 2012-13  | 1    | 14      | 2°   | Vincitore            | Primo turno   | Vincitore  |
| 2013-14  | 1    | 14      | 1°   | Finalista            | Vincitore     | Vincitore  |
| 2014-15  | 1    | 14      | 7°   | Finalista            | Primo turno   | -          |
| 2015-16  | 1    | 14      | 1°   | Semifinale           | Semifinale    | Vincitore  |
| 2016-17  | 1    | 14      | 3°   | Ottavi di finale     | Vincitore     | -          |

### Shabab Al-Ahli
| Stagione | Liv. | Squadre | Pos. | Coppa del Presidente | Coppa di Lega    | Supercoppa |
| -------- | ---- | ------- | ---- | -------------------- | ---------------- | ---------- |
| 2017-18  | 1    | 12      | 5°   | Semifinale           | Semifinale       | -          |
| 2018-19  | 1    | 14      | 2°   | Vincitore            | Vincitore        | Finalista  |
| 2019-20  | 1    | 14      | 1°   | Quarti di finale     | Finalista        | Vincitore  |
| 2020-21  | 1    | 14      | 3°   | Vincitore            | Vincitore        | Finalista  |
| 2021-22  | 1    | 14      | 5°   | Quarti di finale     | Finalista        | -          |
| 2022-23  | 1    | 14      | 1°   | Quarti di finale     | Quarti di finale | Vincitore  |
| 2023-24  | 1    | 14      | 2°   | Semifinale           | Quarti di finale | -          |
| 2024-25  | 1    | 14      | 1°   | Vincitore            | Finalista        | Vincitore  |

Legenda
- Liv. = livello
- Pos. = posizione

## Palmarès

### Competizioni nazionali
- Campionato emiratino: 9

1974-1975, 1975-1976, 1979-1980, 2005-2006, 2008-2009, 2013-2014, 2015-2016, 2022-2023, 2024-2025
- Coppa del Presidente degli Emirati Arabi Uniti: 11  (record)

1974-1975, 1976-1977, 1987-1988, 1995-1996, 2001-2002, 2003-2004, 2007-2008, 2012-2013, 2018-2019, 2020-2021, 2024-2025
- Supercoppa degli Emirati Arabi Uniti: 7 (record)

2008, 2013, 2014, 2016, 2020, 2023, 2024
- Coppa di Lega emiratina: 5 (record)

2011-2012, 2013-2014, 2016-2017, 2018-2019, 2020-2021
- Campionato Riserve (Emirati Arabi Uniti): 3

2020-2021, 2021-2022, 2022-2023

### Altri titoli
- Qatar-UAE Super Shield: 1

2023-2024 
- Qatar-UAE Challenge Shield: 1

2024-2025
- Emirati-Moroccan Super Cup: 1

2016

### Altri piazzamenti
- Campionato emiratino:

Secondo posto: 1973-1974, 2000-2001, 2003-2004, 2012-2013, 2018-2019, 2023-2024
Terzo posto: 1983-1984, 1987-1988, 2002-2003, 2016-2017, 2020-2021
- Coppa del Presidente degli Emirati Arabi Uniti:

Semifinalista: 1991-1992, 2004-2005, 2015-2016, 2017-2018, 2023-2024
- Coppa dell'Associazione calcistica degli Emirati Arabi Uniti:

Finalista: 1992-1993, 2001-2002, 2004-2005, 2006-2007
Semifinalista: 2000-2001
- Coppa di Lega emiratina:

Finalista: 2021-2022, 2024-2025
Semifinalista: 2017-2018
- AFC Champions League:

Finalista: 2015
- Supercoppa degli Emirati Arabi Uniti:

Finalista: 2009, 2019, 2021
- Coppa dei Campioni del Golfo:

Finalista: 2011

### Partecipazioni alle competizioni AFC
- AFC Champions League: 9 partecipazioni

2005: Fase a gironi
2009: Fase a gironi
2010: Fase a gironi
2011: Fase a gironi
2014: Fase a gironi
2015: Finalista
2017: Ottavi di finale
2020: Ottavi di finale
2021: Fase a gironi
2022: Ottavi di finale

### Partecipazioni alle competizioni UAFA
- Coppa dei Campioni araba per club: 2 partecipazioni

2000: Fase a gironi
2009: Trentaduesimi di finale
- Coppa dei Campioni del Golfo: 1 partecipazione

2011: Finalista